# Xocolatlit
Xocolatlit ist ein sehr selten vorkommendes Mineral aus der Mineralklasse der „Sulfate (einschließlich Selenate, Tellurate, Chromate, Molybdate, Wolframate)“. Er kristallisiert im monoklinen Kristallsystem mit der chemischen Zusammensetzung Ca2Mn24+Te26+O12·H2O und ist damit ein wasserhaltiges Calcium-Mangan-Tellurat.
Xocolatlit entwickelt meist blättrige und kugelförmige Mineral-Aggregate oder krustige Überzüge von schokoladenbrauner Farbe bei kupferbrauner Strichfarbe.

## Etymologie und Geschichte
Erstmals entdeckt wurde Xocolatlit 2002 in der Moctezuma Mine (Bambolla Mine) bei Moctezuma im mexikanischen Bundesstaat Sonora und beschrieben 2008 durch Pascal V. Grundler, Joël Brugger, Nicolas Meisser, Stefan Ansermet, Stacey Borg, Barbara Etschmann, Denis Testemale und Trudy Bolin, die das Mineral aufgrund seiner Farbe und seiner Herkunft nach dem Namen des ersten kakaohaltigen Getränks benannten.
Mit xocóatl oder xocólatl [ʃokolaːtɬ] (Nahuatl xócoc ‚bitter‘, atl ‚Wasser‘; also ‚bitteres Wasser‘) der Azteken in Mexiko wurde eine Mischung aus Wasser, Kakao, Mais, Vanille und Cayennepfeffer bezeichnet (siehe auch Geschichte des Kakaos).

## Klassifikation
Da der Xocolatlit erst 2002 entdeckt und erst 2007 von der International Mineralogical Association (IMA) bestätigt wurde, ist er in der seit 2001 veralteten Systematik der Minerale nach Strunz (8. Auflage) nicht aufgeführt.
Die seit dieser Zeit gültige und von der IMA verwendete 9. Auflage der Strunz’schen Mineralsystematik ordnet den Xocolatlit in die Klasse der „Sulfate (Selenate, Tellurate, Chromate, Molybdate, Wolframate)“ und dort in die Abteilung der „Sulfate (Selenate usw.) mit zusätzlichen Anionen, mit H2O“ ein. Diese Abteilung ist weiter unterteilt nach der Größe der beteiligten Kationen, so dass das Mineral entsprechend seiner Zusammensetzung in der Unterabteilung „Mit großen und mittelgroßen Kationen“ zu finden ist, wo es als einziges Mitglied die unbenannte Gruppe 7.DF.85 bildet.
Die vorwiegend im englischen Sprachraum gebräuchliche Systematik der Minerale nach Dana ordnet den Xocolatlit in die Klasse der „Sulfate, Chromate und Molybdate“ und dort in die Abteilung der „Selenate und Tellurate“ ein. Hier ist er als einziges Mitglied in der unbenannten Gruppe 33.02.10 innerhalb der Unterabteilung „Selenate und Tellurate mit A+(B2+)mXO6Zq × x(H2O), x kann gleich 0 sein“ zu finden.

## Kristallstruktur
Xocolatlit kristallisiert monoklin in der Raumgruppe P2 (Raumgruppen-Nr. 3), P2/m (Nr. 10) oder Pm (Nr. 6) mit den Gitterparametern a = 10,757 Å; b = 4,928 Å; c = 8,942 Å und β = 102,39° sowie 2 Formeleinheiten pro Elementarzelle.

## Bildung und Fundorte
Xocolatlit findet sich meist in Form von krustigen Überzügen auf Quarz, kann aber auch mit Schmitterit, Jarosit, Eztlit, Emmonsit oder Baryt vergesellschaftet auftreten.
Der bisher einzige bekannte Fundort ist seine Typlokalität Moctezuma Mine in Sonora, Mexiko.